# Pachyneurum grandiflorum
Pachyneurum grandiflorum är en korsblommig växtart som först beskrevs av Carl Anton von Meyer, och fick sitt nu gällande namn av Aleksandr Andrejevitj Bunge. Pachyneurum grandiflorum ingår i släktet Pachyneurum och familjen korsblommiga växter. Inga underarter finns listade i Catalogue of Life.